# Петро Дорошенко
Петро Дорофийович Дорошенко (на украински: Петро Дорофiйович Дорошенко) е украински държавник, политик, дипломат и военен деец, хетман на Деснобрежна Украйна. Известно време е хетман и на цяла Украйна (1668 – 1672). Става хетман в критична за страната ситуация – по време на Руините. Опитва се да спаси последните остатъци от украинската държавност, да обедини украинските земи и да възстанови загубената от Руската държава независимост. От времето на Дорошенко до хетманството на Иван Мазепа, Украйна не е имала лидер, който толкова ревностно и последователно да защитава идеята за суверенитет и независимост на страната.

## Фамилия
Петро Дорошенко произхожда от стар казашки род. Внук е на украинския военен и политически деец Михайло Дорошенко, хетман на Запорожката войска от 1623 до 1628 г., загинал в един от походите в Крим. Баща му Дорофий Дорошенко е казашки полковник, временен хетман на Запорожката войска през 1633 г. Майка му е Митродора Тарасенко. Брат е на двамата временни хетмани – Андрий Дорошенко (1674) и Григорий Дорошенко (1668). Много членове на семейството са били част от правителството или администрацията на Хетманството. В по-късни времена няколко известни интелектуалци от семейство Дорошенко имат значителен принос за развитието на украинската нация.

## Младост
Петро Дорошенко е роден през 1627 г. в град Чихирин, старата казашка столица в Черкаска област. Както подобава на дворянин, получава добро обазование и добре владее латински и полски език. Предполага се, че е завършил Киево-Могилянската академия. След като навършва пълнолетие, постъпва на служба в личната сотня на Богдан Хмелницки, който многократно посещава дома на родителите му. Участва в национално-освободителната война на украинския народ (1648 – 1657 г.) под ръководството на Богдан Хмелницки, като писар на Чихиринския полк. Изпълнява важни инструкции на Хмелницки и участва в преговори с полското правителство. През 1656 г. ръководи украинска делегация за преговори в Швеция, по време на които се обсъждат съвместни военни операции срещу Полша. След успешните преговори, през 1657 г. е повишен и получава чин полковник в Прилуцкия полк.
През 1657 г., след смъртта на Богдан Хмелницки, политическата борба между казашките старейшини ескалира, но за деснобрежен хетман е избран Иван Виховски. Като противник на съюза с Московската държава Дорошенко подкрепя Виховски. Като полковник ръководи последователно Прилуцкия, Чихиринския, Канивския и Черкаския полк. Виховски води политика за прекъсване на отношенията с Московското царство и за полско-украински съюз. Подкрепен е от много казашки старшини, както и митрополит Дионисий Балабан. Поддържайки Виховски, Петро Дорошенко дори участва в потушаването на въстанието срещу новоизбрания хетман и Жечпосполита. През пролетта и лятото на 1659 г. участва в боевете срещу руската армия.
През 1660 г. като чихирински полковник заминава за Москва, където преговаря за премахването на някои от точките в Переяславските статии от 1659 г. На 7 октомври 1660 г. става един от подписалите условията на Чуднивския договор с Жечпосполита. Като временен хетман в края на същата година и началото на следващата действа срещу сепаратистите и руските армейски единици в Левобрежна Украйна. През 1661 е признат за благородник от полския сейм. През 1663 – 1664 г. е генерален осавул (есаул) при хетман Павло Тетеря. В края на май потушава въстание на жителите на село Паволоч и околностите му, насочено срещу политиката на Тетеря. В същия период участва във военна кампания на левия бряг на Днепър за обединение на двете части на Украйна, която е неуспешна. През 1665 г. става полковник на Черкаския полк.

## Хетман на Деснобрежна Украйна
През лятото на 1665 г. Дорошенко се включва в борбата за хетманската власт и на 10 октомври деснобрежните полковници го избират за временен хетман на Деснобрежна Украйна. При изборите той побеждава двама претенденти за хетманския боздуган – Васил Дрозденко и Степан Опара, подкрепен от кримските татари. В началото на януари 1666 г. казашкият съвет в Чихирин потвърждава избора му.

### Реформи
В стремежа си да стабилизира вътрешното положение на Деснобрежна Украйна, с подкрепата на киевския митрополит Йосип Тукалски-Нелюбович, Дорошенко извършва редица важни реформи:
- За да намали зависимостта си от казашките офицери, създава постоянна 20-хилядна армия от наемници – т.нар. сердюци, които се отличават с храброст в битките и лична преданост към хетмана.[1][2]
- Наказва строго привържениците на Москва, например екзекутира брацлавския полковник Васил Дрозденко. Призовава казаците да се подчинят на неговата власт и да се противопоставят на хетмана на Левобережна Украйна Иван Брюховецки, който е протеже на Москва.[2]
- За да укрепи финансовата система, установява нова митническа линия на украинската граница и започва да сече свои монети.[1]
- Провеждайки политика на колонизиране на незаселените земи, сформира нов Търговски полк на степната граница.[1]
- За да получи подкрепата на масите, често свиква казашки съвети, където се вслушва в мнението на обикновените казаци.[1][2]

Заедно с активните мерки за реорганизация на вътрешния държавен живот на Украйна, Дорошенко провежда широка гама от външнополитически дейности. Стратегическата цел на политиката му е да обедини Левобрежна и Деснобрежна Украйна. Убеден, че полското правителство се стреми да постигне разбирателство с Русия за разделянето на Украйна, воюва с Полша и на 9 декември 1666 г. побеждава полската армия под град Браилив. На следващата година между Руското царство и Жечпосполита е подписано Андрусовското примирие, чиито условия напълно пренебрегват държавните интереси на Украйна. Като резултат Дорошенко сключва военен съюз с Кримското ханство и Деснобрежна Украйна става политически протекторат на Турция.

## Хетман на Деснобрежна и Левобрежна Украйна
След сключването на Андрусовския договор Дорошенко провежда политика на сближаване с Османската империя и Кримското ханство с цел получаване на военна помощ за обединението на украинските земи в рамките на една независима държава. През септември 1667 г. комбинираната украинско-турска армия започва военни действия в Галиция и принуждава полското правителство да признае широка автономия на Деснобрежна Украйна. Границата между двете държави е установена по река Горин. След като укрепва позициите си на десния бряг, в началото на лятото, начело на казашката армия, Дорошенко се прехвърля в Левобрежна Украйна, където по това време тече антимосковско въстание. По време на него във военния лагер край Опишня левобрежните казаци убиват хетмана си Иван Брюховецки, погребан по-късно в Хадяч с всички хетмански почести. На 8 юни 1668 г. за хетман на двете части на Украйна е избран Дорошенко. Правителствата на Русия, Жечпосполита и Кримското ханство се противопоставят на обединението на казаците от двете страни на Днепър и правят опити да провокират междуособни борби. Като реакция, на Корсунския съвет на старейшините през март 1669 г., се решава да се приеме протекцията на Османската империя.
Обединени под ръководството на Дорошенко, казаците нанасят няколко поражения на руските войски на княз Григорий Ромодановски и го принуждават да се върне на руска територия. При бързото си оттегляне руснаците оставят огромно количество трофеи – 144 000 рубли, 183 оръдия, 32 000 снаряда и 254 тежки старинни пушки (пищали).
През 1668 – 1669 г. Дорошенко води ожесточена борба срещу опозицията, ръководена от Петро Суховий (Суховиенко), Михайло Ханенко и Юрий Хмелницки, която през есента на 1669 г. завършва с неговата победа. За периода 1668 – 1672 г. той успява да обедини и задържи Хетманството от двете страни на Днепър, нанасяйки военни поражения на Полша и Русия. Огромната територия от Чернивци до Ахтирка и от Уман до Глухов и Стародуб отново е под властта на един единствен украински хетман. Следващият и последен опит за извоюване на независимост от Москва е направен 30 години по-късно от Иван Мазепа.
Във вътрешната си политика хетманът последователно и решително следва курс за укрепване на властта си, като прави опити да я превърне в наследствена. Старае се да получи пълна подкрепа от казаците, основана на защитата на частната собственост върху земята. Стреми се да предотврати възстановяването на модела на социално-икономическите отношения от преди революцията, панщината (принудителния труд) и крепостничеството. Бори се за създаването на Киевска патриаршия. Във външната си политиката се стреми към укрепване на суверенитета на държавата и обединението на всички украински земи в обща държава.
Хетманството на Дорошенко на левия бряг не продължава дълго. Съседните държави, загрижени от укрепването на хетманската власт в една доста по-голяма Украйна, се стараят да я подкопаят. Те подкрепят съперниците на Дорошенко и започват пряка военна агресия. Кримските татари поддържат кандидатурата за хетман на запорожкия писар Петро Суховий. Тази ситуация кара Дорошенко да се върне на десния бряг, като назначава настроения антируски Демян Многогришни за „изпълняващ длъжността хетман на Левобрежна Украйна“.
Дорошенко започва преговори с московското правителство за признаването му за хетман и на Левобрежна Украйна. Те обаче са неуспешни, тъй като Дорошенко иска изтеглянето на всички руски губернатори и военни от украинските градове. Като отговор царското правителство одобрява за хетман Многогришни, чийто окончателен избор се състои през март 1669 г.

### Споразумение с Османската империя
В началото на 1669 г. Дорошенко успява да победи Суховий и неговите съюзници, кримските татари, с помощта на запорожките казаци под ръководството на Иван Сирко. Опитвайки се да неутрализира враждебните действия на Крим и да получи помощ в борбата срещу Жечпосполита и Руската държава, Дорошенко свиква съвет, на който деснобрежните казаци решават да се съюзят с турците. През есента на 1669 г. съюзният договор с Османската империя е сключен. Одобрен е и от Генералната военна рада, свикана специално с тази цел на река Росава край Корсун (днес Корсун-Шевченковски). От името на султана Дорошенко получава символите на хетманската власт – боздуган, бончук и знаме, както и писма, гарантиращи защитата на казаците.
Основа на военно-политическия съюз става подписаното през 1651 г. споразумение между Богдан Хмелницки и турския султан. Турция не претендира за украински територии и няма претенции към независимостта и държавното устройство на Украйна, а изисква само предоставянето на военна помощ от казаците. Споразумението включва някои от следните точки:
- Територията на украинската държава обхваща земите от Пшемишъл (днес в Полша) до Путивъл в Североизточна Украйна.
- Потвърждава се правото на свободен избор на хетмана, който се избира завинаги.
- Украинската православна църква запазва автономията си в рамките на Константинополската патриаршия.
- Украинското население е освободено от плащане на данъци и такси в полза на турската хазна.
- В украинските земи турците и татарите нямат право да строят джамии и да вземат ясир (роби).
- Турция и Кримското ханство не трябва да сключват мирни договори с Жечпосполита и Русия без съгласието на хетмана.
- Султанските грамоти и документи, касаещи Украйна, се пишат на турски и украински език.
- За себе си Дорошенко договаря несменяемост и наследственост на хетманския сан.[6]

### Война с Полша
След подписването на това споразумение Турция обявява война на Полша. През септември 1670 г. Дорошенко е принуден да започне борба с полското протеже, уманския полковник Михайло Ханенко, стремящ се към хетманския боздуган. Хетманът получава значителна военна помощ – няколко десетки хиляди белгородски татари. С тях, заедно с 24 хиляди казаци, Дорошенко разбива полската армия близо до село Печера на река Южен Буг. Превзема Браилив и почти залавя самия крал. През следващата година назначеният от Дорошенко заместник хетман Остап Гогол провежда военни действия срещу полската армия и отрядите на Ханенко. Почти цялата година протича в дребни схватки между противниците. През есента на 1671 г. полската армия, водена от Ян III Собиески, започва настъпление към Подолието и превзема Брацлав, Мохилив и Виница.
През декември 1671 г., когато поляците вече са отвоювали градове от Дорошенко, до Варшава е изпратено султанско писмо с искане Полша да се оттегли от украинските земи. През пролетта на 1672 г. започват мащабни военни действия. Получавайки военна помощ от Турция, Дорошенко преминава в настъпление. През юли казашките полкове разбиват отрядите на Ханенко край Четвертиновка в Подолието. На 27 август обединената украинско-турско-татарска армия, водена от Дорошенко, турския султан Мехмед IV и кримския хан Селим І Герай, превзема крепостта Камянец (днес Каменец-Подолски) и настъпва в Галиция. В началото на септември 1672 г. съюзническите войски обсаждат Лвов.
Поради липса на средства за продължаване на войната полското правителство предлага мир. През октомври 1672 г. между Жечпосполита и Османската империя е сключен Бучачкият мирен договор, според който Жечпосполита оттегля претенциите си за територии на Деснобрежна Украйна. Русия възприема договора като възможност за завземане на земите в тази част на Украйна, без да нарушава подписания през 1667 г. Андрусовски мирен договор.

### Руско нашествие
През юни 1672 г. на мястото на Демян Многогришни за хетман на Левобрежна Украйна е избран Иван Самойлович. На поредната Переяславска рада, на 17 март 1674 г., Самойлович е провъзгласен за хетман на цяла Украйна. През юни 1674 г. московската армия, под командването на Григорий Ромодановски, и казашките полкове на Самойлович, навлизат в Деснобрежна Украйна и обсаждат столицата на хетмана – Чихирин. В продължение на две седмици хетманските войски ревностно защитават града. На помощ пристига турско-татарска армия под командването на везира Кара Мустафа паша, която принуждава Самойлович и московските войски да отстъпят. Дорошенко си възвръща управлението, но положението на десния бряг на Днепър става изключително трудно. Градовете и селата, които са се предали на Самойлович са подложени на тежки разрушения.
Годините на изтощителни войни превръщат украинските градове и села в руини. Турците нарушават подписаното споразумение и гарнизоните им, заели стратегически важни градове, изискват данък за турския султан, разрушават укрепления и крепости, унищожават църкви или ги превръщат в джамии, плячкосват и пленяват местно население. Жителите на цели села са принудени да бягат на левия бряг, надявайки се да намерят там безопасни условия за живот. Авторитетът на Дорошенко сред населението започва да намалява, а съюзниците и приятелите се топят пред очите му.
Предчувствайки неизбежния провал, Дорошенко решава да се подчини на Москва, но иска да запази хетманската си власт. За целта се обръща за посредничеството към запорожкия кошев атаман Иван Сирко. Предложението обаче е отхвърлено от правителството на Москва.

## Край на хетманството
Разочарован от турската политика и ситуацията в страната, Дорошенко решава да се откаже от хетманския сан. През есента на 1676 г., на казашката рада в Чихирин, той предава хетманските си регалии на Иван Сирко и се заклева във вярност към руския цар. Московското правителство обаче настоява Дорошенко да положи клетва в Левобрежна Украйна, в присъствието на Иван Самойлович и Григорий Ромодановски, което той категорично отказва. През есента на 1676 г. родният му град е превзет от руските и левобрежните войски на Самойлович.
След края на хетманството си Дорошенко се установява в Сосница, Черниговска област на Украйна. Скоро по искане на царското правителство е изпратен под охрана в Москва, като всички предполагат, че там ще бъде екзекутиран. След масовата измяна спрямо Русия на поредица от хетмани, Москва не се доверява на новия си привърженик Самойлович и решава да остави Дорошенко жив. Той е назначен за губернатор на град Вятка (днес Киров) и изпълнява тези функции от 1679 до 1682 г. След това получава село Ярополче, близо до Волоколамск, на 135 км от Москва, където прекарва последните години от живота си. Умира в дома си на 19 ноември 1698 г.(3)
Погребан е на територията на имението си, а над гроба му е издигнат параклис, който постепенно се разрушава. В началото на ХІХ век майката на Наталия Гончарова изгражда нов параклис в стил ампир, който е разрушен през 1953 г. От него е запазен само архитектурният план. Според легендата параклисът е приличал на входната порта на Чихиринския замък от времето, когато Дорошенко е живял в него.

## Семейство
Дорошенко се жени три пъти, има трима сина – Олександър, Олексий и Петро и две дъщери Любов и Катерина. Малко се знае за първата съпруга на Дорошенко. Тя се казва Хана и е дъщеря на полковник Семьон Половец, близък сътрудник на Богдан Хмелницки. Умира малко след раждането на дъщеря им Любов.
Вторият му брак е с Ефросиния Яненко, дъщеря на Павло Яненко-Хмелницки, умански полковник, племенник на Богдан Хмелницки. Предполага се, че Ефросиния се е омъжила за Дорошенко не по свое желание, а под натиска на семейството си. И за двете страни бракът е изгоден. Дорошенко повишава престижа си, като се сродява с фамилията Хмелницки. Яненко – също, защото се сродява с действащия хетман. Ефросиния остава в историята като корумпирана личност, която злоупотребява с алкохол и често влиза в извънбрачни интимни връзки. Според една от версиите, когато през 1668 г. хетманът успява да обедини Деснобрежна и Левобережна Украйна, получава новината, че съпругата му има връзка с по-млад мъж. Разстроеният хетман решава да се върне в Чихирин, оставяйки левия бряг на Демян Многогришни, който скоро сключва споразумение с московския цар. След този случай Ефросиния е изпратена в манастир. След като Дорошенко е принуден да се премести в Москва, той моли да доведе при себе си и жена си. Двамата живеят заедно в продължение на около 7 години.
Малко след смъртта на Ефросиния, трета съпруга на Петро Дорошенко става Агафия Еропкина, дъщеря на московския благородник Борис Еропкин-Велики. Вероятно бракът с нея, в който се раждат четири деца, е бил щастлив за бившия хетман.
Негова праправнучка, потомка на последния му брак с Агафия Еропкина, е Наталия Гончарова, съпругата на Александър Пушкин. Поетът споменава Дорошенко в стихотворението си „Полтава“.

## Памет
- Улици, носещи името на Петро Дорошенко, има в Киев, Лвов, Ивано-Франковск, Днипро, Чихирин и други селища на Украйна.[2]
- През 1998 г. е издадена пощенска марка, посветена на Петро Дорошенко.[2]
- През 2013 г., с подкрепата на Музея на хетманството, е създаден хетмански фонд „Петро Дорошенко“. Фондацията извършва изследвания върху дейността на хетманите на Украйна Михаил и Петро Дорошенко, занимава се с разпространение на информация за тях и проучване на родословието им.[2]
- През есента на 1918 г. лекият крайцер „Адмирал Лазарев“ е преименуван на „Хетман Петро Дорошенко“, който през 1926 г. е преименуван отново, този път на „Красний Кавказ“.[8]
- През 2015 г. излиза филмът „Хетман“, посветен на Богдан Хмелницки. Ролята на Петро Дорошенко в него се изпълнява от Владислав Ямбурски.[9]